# Bílka
Bílka (deutsch Pilkau) ist ein Ortsteil der Gemeinde Bořislav in Tschechien.

## Geographie

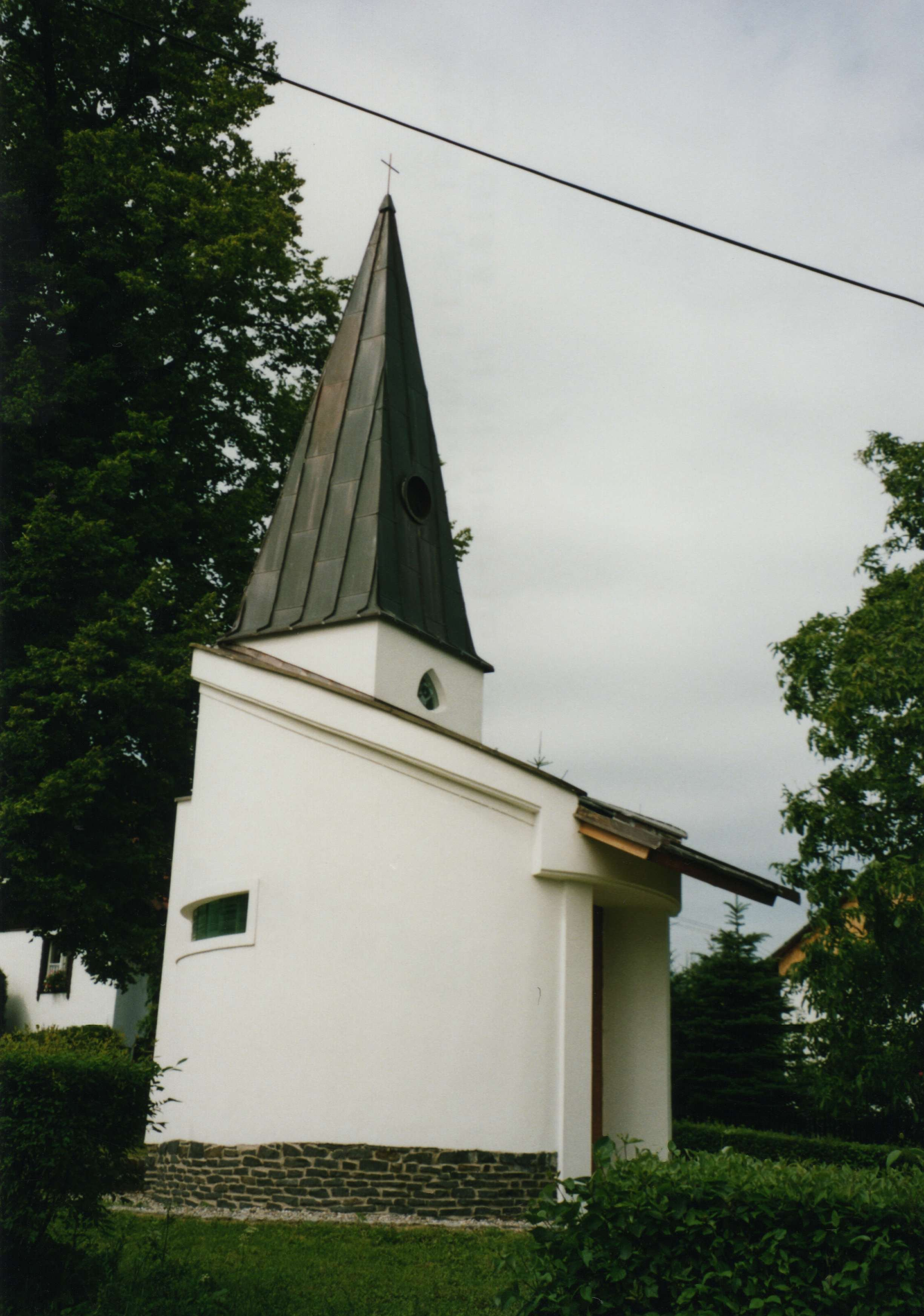
St.-Wenzel-Kapelle in Bilka

Das Dorf liegt in 507 m ü. M. im Böhmischen Mittelgebirge am nördlichen Fuße des Milešovka. Nachbarorte sind Bořislav (Boreslau) im Norden und Černčice (Tschentschitz) im Südwesten. Gemeinsam mit Černčice befindet sich Bílka in einer von Bergen umgebenen Talmulde unterhalb des Milleschauer.

## Geschichte
Bílka wurde 1403 erstmals urkundlich erwähnt. In der Mitte des 16. Jahrhunderts bestand der Ort aus 10 Gehöften und bis 1757, wo ebenfalls 10 Bauernwirtschaften nachweisbar sind, hatte sich der Ort nicht vergrößert. Der überwiegende Teil der Flur bestand aus Wiesen, Weideplätzen und Wäldern. 1833 bestand Pilkau aus 15 Häusern mit 87 Einwohnern. 1912 waren es 19 Häuser und die Zahl seiner Bewohner belief sich dann immer um die 80, die der deutschen Volksgruppe angehörten.
1836 erfolgte der Bau einer Straße von Boreslau, um den abgelegenen Ort besser erreichbar zu machen. Nach der Ablösung der Patrimonialherrschaften erhielt Pilkau 1848 den Status einer Gemeinde. 1869 verlor der Ort seine Selbstständigkeit und wurde nach Boreslau eingemeindet. In dieser Zeit erlebte der Ort durch den Fremdenverkehr auf den Milleschauer einen Aufschwung, der Gasthof zum Milleschauer bot als Touristenheim Übernachtungen an und der Ort warb mit dem kürzesten und bequemsten Aufstieg auf den Berg.
Nach dem Zweiten Weltkrieg wurden die deutschsprachigen Bewohner vertrieben und das Dorf verödete. Ein Teil der Häuser am Dorfplatz verfiel und wurde abgerissen. Auch die dort befindliche Kapelle des Hl. Wenzel verkam zur Ruine. In den 1990er Jahren wurde die Kapelle in modernem Stil wieder aufgebaut und 2000 durch den Leitmeritzer Bischof geweiht. Neben der Kapelle dominiert eine mächtige alte Linde das Bild des Dorfplatzes. 1991 hatte das Dorf 16 Einwohner, 2001 lebten in den neun Wohnhäusern 24 Menschen.
Im Jahr 2002 wurde der deutsch-tschechische Freundschaftsweg auf den Milleschauer angelegt. Unter der Schirmherrschaft von Václav Havel schufen auf Initiative von Ivan Nosek und Jan Koblasa tschechische und ausländische Künstler 14 Statuen, die entlang des Weges auf den Berg und nach Černčice aufgestellt wurden und die Natur, Tradition des Gebietes und die Freundschaft symbolisieren sollen.